# Wyspy Tukangbesi
Wyspy Tukangbesi (indonez. Kepulauan Tukangbesi) – archipelag w Indonezji na morzu Banda na południowy wschód od wyspy Buton. Główne wyspy: Wangiwangi, Kaledupa, Tomea i Binongko. Te cztery największe wyspy noszą też nazwę archipelagu Wakatobi. 
Powierzchnia nizinna, u wybrzeży rafy koralowe. Uprawa ryżu, kukurydzy, palmy kokosowej, trzciny cukrowej, tytoniu szlachetnego; rybołówstwo; główne miejscowości: Wanci, Rukuwa.
Administracyjnie należy do prowincji Celebes Południowo-Wschodni; stanowi część dystryktu Buton.